# Anton Viesel

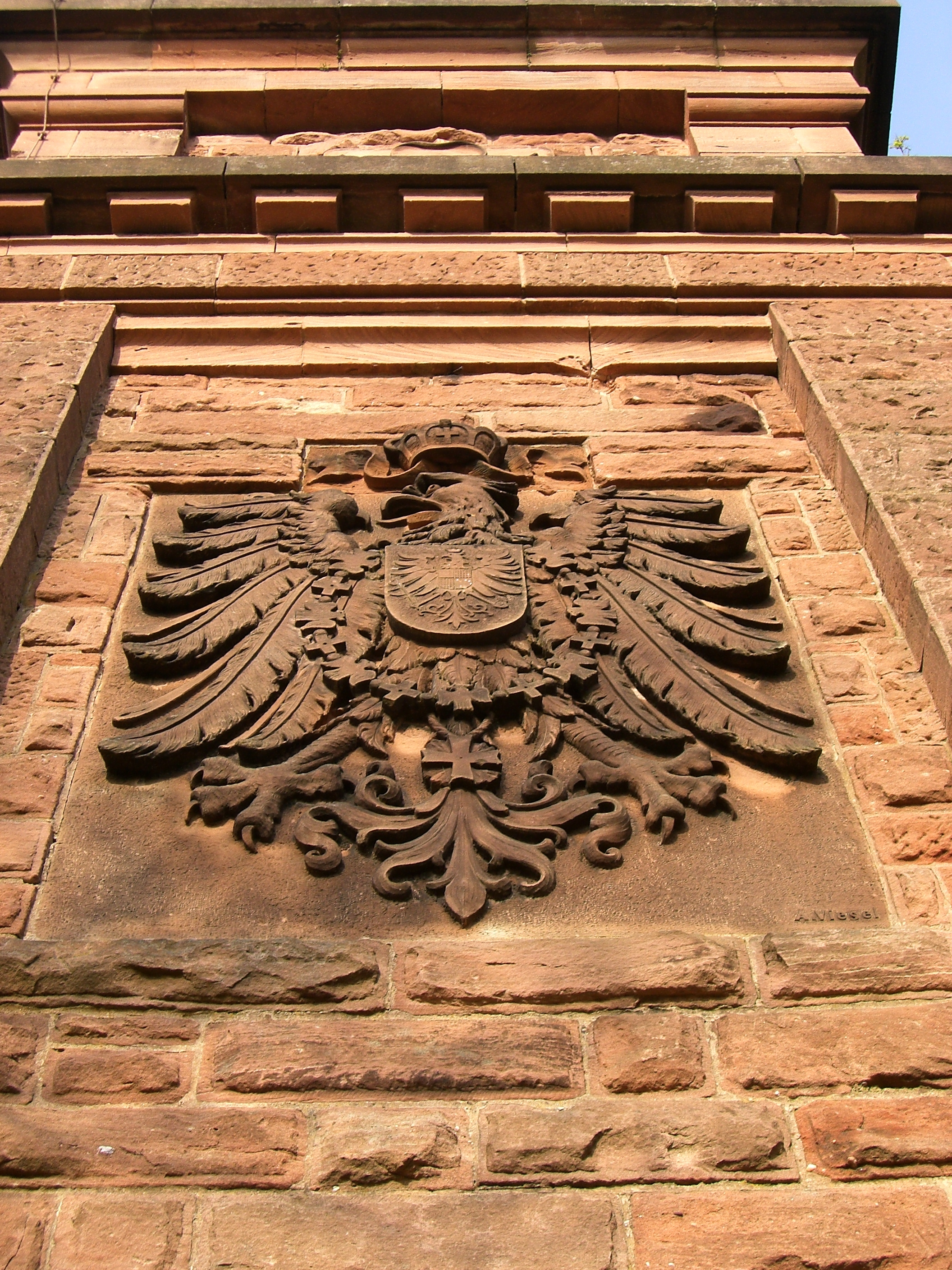
Reichsadler am Freiburger Bismarckturm von 1899

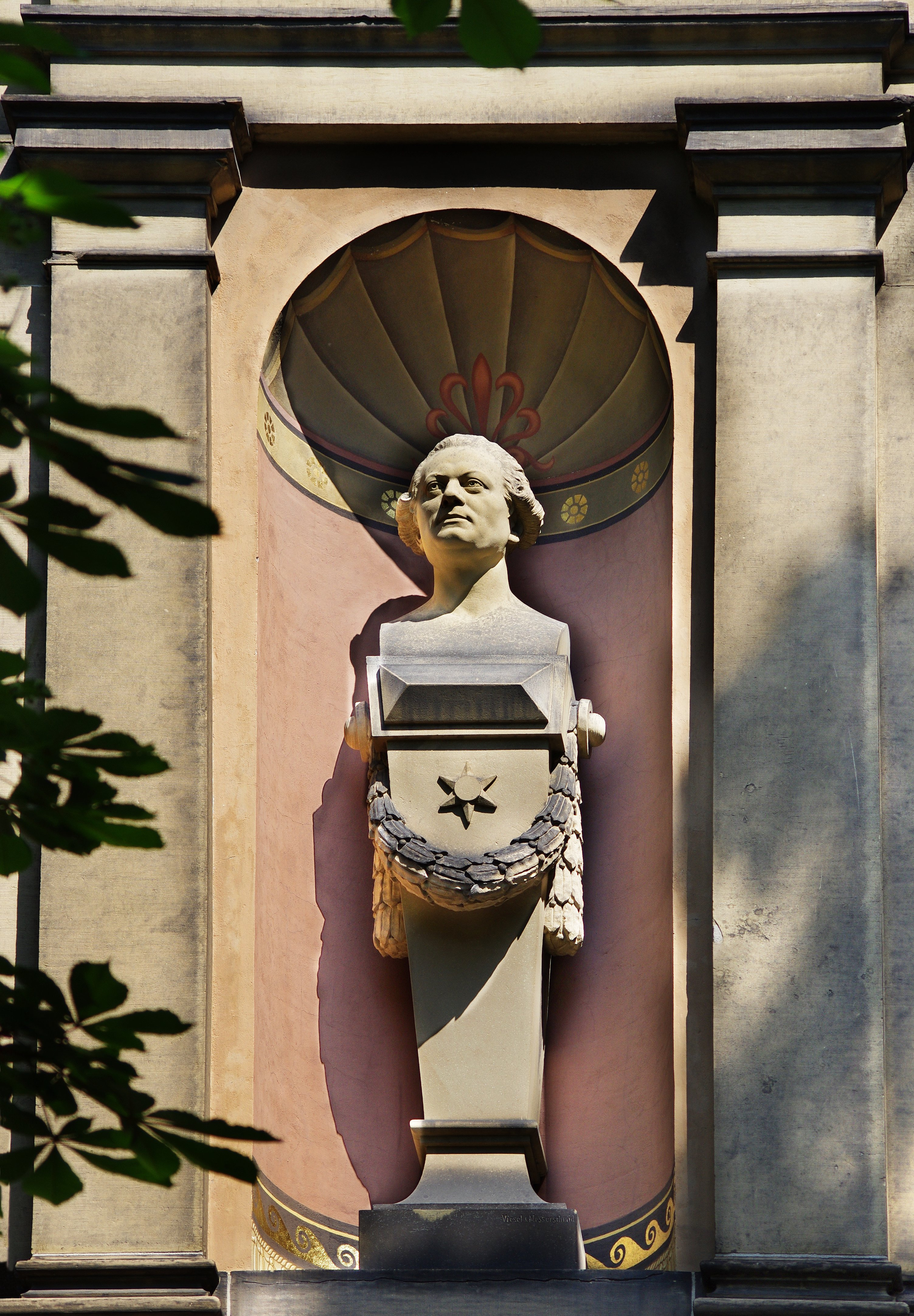
Lessing-Büste an der Lessingschule

Anton Viesel (* 16. August 1866 in Melchingen; † nach 1933) war ein badischer Bildhauer, der in Freiburg im Breisgau wirkte.

## Leben
Am 25. November 1889 heiratete Viesel in der Freiburger Kirche St. Urban Franziska Messerschmid (* 6. März 1867 in Reiselfingen).
Von 1890 bis 1894 war Viesel bei seinem späteren Kollegen Gustav Messerschmid (1875–1958) in der Lehre. 1899 war Anton Viesel beteiligt am neuen Hauptportal für den Hauptfriedhof Freiburg im Breisgau, im Jahr 1900 schuf er ein Relief des Reichsadlers für den Bismarckturm auf dem Schlossberg.
Mit Messerschmid zusammen fertigte er Porträtbüsten von Friedrich Schiller und Gotthold Ephraim Lessing für die Lessingschule. Von 1909 bis 1922 teilten sich die beiden ein Atelier. Es wurde danach von August Storr weitergeführt. Für Viesel ist danach bis 1934 noch ein solches nachgewiesen, das teilweise noch in der Friedhofstraße 57 erkennbar ist.